# 3D Monster Maze
3D Monster Maze es un videojuego desarrollado a partir de una idea de J. K. Greye y programado por Malcolm Evans y lanzado en 1981 para el Sinclair ZX81 con la expansión de memoria de 16 KB. El juego fue lanzado inicialmente por J. K. Greye Software en diciembre de 1981 y relanzado en 1982 por la propia empresa de Evans, New Generation Software. Renderizado usando "gráficos" de bloques de caracteres de baja resolución, fue uno de los primeros juegos en 3D para una computadora doméstica, y uno de los primeros juegos que incorporó elementos típicos del género que más tarde se denominaría survival horror.
En 3D Monster Maze el jugador recorre un laberinto en primera persona mientras un Tyrannosaurus rex lo persigue. El jugador debe atravesar el laberinto y escapar por la salida sin ser devorado.
J.K.Greye Software se convirtió en una compañía de juegos muy exitosa, publicando seis cintas de juego para el Sinclair ZX81; dos utilizan gráficos en 3D: 3D Monster Maze y 3D Defender, ambos diseñados por J.K.Greye y programados por Malcolm Evans.
New Generation Software se convirtió en una conocida empresa de software con la plataforma Sinclair y continuó siendo pionera en la tecnología de juegos 3D para ZX81 y el modelo posterior ZX Spectrum. La prensa inmediatamente le dio al juego el título de "firme favorito" de los usuarios de ZX81. Décadas más tarde, se hizo popular entre la comunidad de juegos retro, inspirando remakes e impulsando los proyectos de emulación de ZX81. 

## Jugabilidad

Ejemplo ilustrativo de un laberinto en primera persona. En 3D Monster Maze el jugador debe recorrer un laberinto mientras es perseguido por un Tyrannosaurus rex.

3D Monster Maze se juega bajo una perspectiva en primera persona, que se ambienta en un laberinto de 16x16 celdas, el cual contiene una salida y un dinosaurio: un Tyrannosaurus rex. El objetivo del juego es escapar del laberinto antes de que el dinosaurio atrape al protagonista. Al principio, el dinosaurio está inmóvil, y en un momento determinado, se comienza a mover por el escenario en busca del jugador. Dependiendo de la cercanía que tenga el T-rex sobre el usuario, se puede poner más tranquilo (si está cerca de él), lo que implica un movimiento lento por parte de éste, o se puede poner nervioso si está lejos de éste, haciendo que los movimiento del monstruo sean algo más rápidos. Cuando ve al jugador, el dinosaurio se pone a correr directamente hacia él para intentar atraparlo.
La ansiedad que tiene el dinosaurio se puede ver en una frase que aparece en la parte inferior de la pantalla, siendo esto una manera indirecta de conocer si el dinosaurio está cerca o no. Las frases que pueden aparecer son:
| Mensaje               | Traducción literal        | Significado en el juego                                                                               |
| --------------------- | ------------------------- | --- |
| REX LIES IN WAIT      | Rex está esperando        | El dinosaurio está quieto, a la espera de lo que haga el usuario                                      |
| HE IS HUNTING FOR YOU | Él te está buscando       | El dinosaurio comienza a moverse para buscar al jugador                                               |
| FOOTSTEPS APPROACHING | Se escuchan pasos         | Esto significa que el dinosaurio está cerca del jugador                                               |
| REX HAS SEEN YOU!     | ¡Rex te ha visto!         | El jugador ha entrado en el campo visual del dinosaurio                                               |
| RUN! HE IS BEHIND YOU | ¡Corre! Está detrás tuyo  | El dinosaurio está detrás del usuario, aconsejándole el videojuego de que corra para escapar del Rex  |
| RUN! HE IS BESIDE YOU | ¡Corre! Está delante tuyo | El dinosaurio está delante del usuario, aconsejándole el videojuego de que corra para escapar del Rex |

La velocidad que puede alcanzar el jugador corriendo es mayor que la que puede alcanzar el T-Rex corriendo, por lo que es posible escapar de él. Aunque puede ocurrir un problema, ya que hay que pulsar fuerte el teclado para correr, pudiendo desconectarse la necesaria expansión de 16K y quedarse el juego calado, teniendo que reiniciar el juego. Durante la huida, es muy fácil que el jugador llegue a desorientarse, desconociendo donde está en el laberinto. El usuario puede dibujar un mapa del laberinto con cada paso que dé durante el transcurso del nivel.
Por cada paso que del usuario cuando el T-Rex le esté buscando, le dan puntos. Cuando el usuario consigue escapar del laberinto, también obtiene una serie de puntos. Hay diversos trucos para cosechar muchos puntos. Por ejemplo: es posible acumular más puntos si el jugador va más rápido que Rex, y va rodeándole en círculos al dinosaurio cuando esté a pocos pasos de él. Otra estrategia para la acumulación de puntos es quedarse en una esquina, y esperar a ver el mensaje REX HAS SEEN YOU!. Al ver esto, el usuario puede comprobar desde qué lado viene, y correr al otro lado, dirigiéndose a otra esquina, y así sucesivamente.
Cuando el juego acaba, el jugador es informado de que "está sentenciado a estar en el laberinto para siempre". El jugador puede elegir en volver a pasarse el laberinto, o intentar salir. Las probabilidades de éxito de que pueda salir son de un 50%. Si no lo consigue, obligatoriamente, ha de pasarse el laberinto de nuevo.

## Tecnología

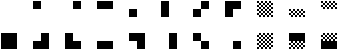
Los 22 caracteres pseudográficosutilizados como bloques de construcción de la imagen 3D.

El juego está animado a razón de 6 frames por segundo (la imagen cambia seis veces por segundo), compuesto en un área de 25x24 o 32x24 si contamos el área de texto.
Gracias a la capacidad que tenía la Sinclair en manejar pseudográficos, la resolución pudo doblarse (50x48). Usando estos, se puede conseguir un tercer color, el gris.
Parte de la pantalla se reserva para la puntuación y los mensajes que se le van dando al jugador sobre el estado de Rex con respecto al usuario.
El motor 3D y la generación aleatoria de laberintos fueron escritos en la Z80.

## Proceso de creación

### Malcom Evans
3D Monster Maze fue el primer juego que diseñó y desarrolló Malcom Evans. Él antes trabajó en la industria aeroespacial, posteriormente en el diseño de aircrafts y fue científico de microprocesadores en Sperry Gyroscope (Bristol, Gran Bretaña).
Su esposa le regaló una Spectrum ZX81 el día que cumplió 37 años, en abril de 1981. Malcom creó el juego simplemente para ver las capacidades y posibilidades que tenía la máquina y lo completó en noviembre. Al ver sus amigos la calidad que tenía el juego, incitaron a Malcom a vender los derechos del juego a alguna empresa para que lo publicasen. Al final, JK Greye Software.
Cuando Malcom toma la decisión de trabajar en la aún primitiva industria del videojuego. Para ello creó New Generation Software, una empresa que se dedicaba a crear videojuegos en 3D para las computadoras Sinclair, convirtiéndose la empresa en un sinónimo de las 3D durante años.
Muchos de sus juegos habían recibido duras críticas, ya que se comentaba que, aunque eran gráficamente muy buenos, la jugabilidad era pobre.
Después de los títulos 3D Defender y BreaKovi para la ZX81, Malcom decide trabajar para la nueva máquina de Sinclair, la ZX Spectrum. Además de 3D Monster Maze, creó también la compañía Escape, Tunnel, 3D, Knot in 3D, Corridors of Genon, Trashman and Travel with Trashman, Light Magic, Jonah Barrington's Squash, The Custard Kid and Cliff Hanger.

## Impacto en la industria y sociedad
El videojuego causó sensación en la industria de los videojuegos para computadora, gracias a sus gráficos tridimensionales y su perspectiva en primera persona.
Para el videojuego, Malcolm sabía que no podría crear gráficos. Pero, se aprovechó de unos bloques que aparecía en los caracteres básicos de la computadora.
Éste fue un punto de inflexión en la historia de los videojuegos y las computadoras, ya que fue el primero que se lanzó simultáneamente en un PC y ZX81.
Otros juegos en 3D antes que éste fueron
- Spassim (1974), que corría en un gran complejo informático de una universidad.

- Atari's Battlezone (1980), que usaba gráficos vectoriales.

Star Raiders (1979) no puede ser considerado un juego en 3D, ya que sólo simulaba un campo de estrellas móvil, que creaba una ilusión óptica haciendo parecer que era 3D. Sin embargo, el juego no tenía profundidad alguna.
Muchos medios de información consideran a 3D Monster Maze como el primer juego del género shoot'em up con perspectiva en primera persona de la historia para un computador doméstico. Esta clasificación es errónea, ya que no hay en el transcurso del juego disparo alguno, simplemente, el jugador tiene que interaccionar con el medio que le rodea (en este caso, con el dinosaurio). Es por ello que la clasificación correcta sería que 3D Monster Maze es el primer juego de aventuras con perspectiva en primera persona de la historia, ya que el primer shoot'em up en primera persona llegaría en 1992, con el videojuego Wolfenstein 3D
Cuando se lanzó la nueva máquina de la familia Sinclair (La ZX Spectrum), mucha gente la adquirió. Este nuevo soporte tenía mayor resolución gráfica, una mejor paleta de colores, más memoria RAM y ROM, y una mejor capacidad sonora que su antecesora ZX 81. Los usuarios que también tenían una ZX 81, aun así no se aventuraron en tirarlas: se las guardaron para poder jugar a 3D Monster Maze, lo que demuestra el gran impacto que tuvo este videojuego en la sociedad

## Opinión de los medios
El juego se lanzó en Gran Bretaña, siendo un éxito al poco tiempo de salir. Según la revista "Writing for the New Generation", la ZX 81 tenía muchas empresas de software, aunque ninguna lanzó un juego tan novedoso como 3D Monster Maze.
El sorprendente uso de los bloques que aparecía en el juego de caracteres básicos de la ZX 81 causó un gran impacto en algunos medios. Según la revista ZX Computing, si ellos tuviesen que elegir un juego en el que se demostrase las cualidades técnicas de la ZX 81, 3D Monster Maze sería el elegido según ellos sin dudarlo.
Algunas personas especializadas en el mundo de los videojuegos aprovechando el lanzamiento de este juego, quería demostrar lo equivocados que estaban algunas personas acerca de la computadora ZX 81, que decían que era una consola para niños.
Actualmente, sigue siendo un juego muy valorado, siendo uno de los más solicitados para los emuladores de la ZX 81, y cosechando aún muy buenas impresiones como se puede ver en el sitio web Lee's Peek n Poke. Aquí se explica que estuvieron jugando a algunos juegos antiguos con emuladores, y el que más le sorprendieron fue 3D Monster Maze.